# Садовский, Юрий Владимирович
Ю́рий Влади́мирович Садо́вский (7.4.1920, с. Кочержинцы, Украина — 27.01.2006, Нижний Новгород, Россия) — офицер разведки 530-го отдельного истребительно-противотанкового артиллерийского полка 28-й армии 1-го Украинского фронта, полковник. Герой Советского Союза.

## Биография
Родился 7 апреля 1920 года в селе Кочержинцы ныне Уманского района Черкасской области Украины в семье педагогов. Украинец. Член ВКП(б)/КПСС с 1943 года. В 1937 году окончил 10 классов в столице УССР, городе Киеве, а затем до 1939 года работал слесарем в мастерских спортивного общества «Темп».
В Красной Армии с августа 1939 года. В 1941 году окончил Тбилисское горно-артиллерийское училище.
Участник Великой Отечественной войны с июня 1941 года, в действующей армии — с сентября 1942 года. Сражался с врагом на Южном фронте в отдельном артиллерийском дивизионе 79-й стрелковой бригады, а с июня 1943 года — в 530-м отдельном истребительно-противотанковом артиллерийском полку.
Участвовал в боях южнее Сталинграда, освобождал города Батайск и Ростов-на-Дону. В сентябре 1943 года в районе города Мариуполя Ю. В. Садовский во главе роты курсантов и двух противотанковых батарей перерезал шоссе, по которому отступала гитлеровская колонна. В коротком и решительном бою враг был разгромлен.
В 1944 году, в составе войск 4-го Украинского фронта освобождал Крым, Белоруссию, Украину.
Офицер разведки 530-го отдельного истребительно-противотанкового артиллерийского полка Юрий Садовский особо отличился в боях по ликвидации окружённой группировки противника 29-30 апреля 1945 года в районе Куммерсдорфа, расположенного южнее столицы гитлеровской Германии города Берлина.
Капитан Садовский Ю. В. со своими разведчиками принял на себя удар контратакующего противника, дав возможность артиллерийским батареям полка занять боевые позиции, развернуться и открыть огонь.
Заменив наводчика, Ю. В. Садовский лично подбил два танка и бронетранспортёр, а ночью с двумя разведчиками пробрался в расположение врага, захватил вражеский танк, открыл огонь из его орудия по противнику, сея в его рядах панику.
Указом Президиума Верховного Совета СССР от 27 июня 1945 года за образцовое выполнение заданий командования и проявленные мужество и героизм в боях с немецко-фашистскими захватчиками капитану Садовскому Юрию Владимировичу присвоено звание Героя Советского Союза с вручением ордена Ленина и медали «Золотая Звезда».
После войны продолжал службу в армии. В 1958 году он окончил Военно-артиллерийскую командную академию, а в 1961 году — Высшие артиллерийские академические курсы. Был начальником военной кафедры Горьковского инженерно-строительного института. С 1975 года полковник Ю. В. Садовский — в запасе, а затем в отставке.
С 1967 года жил в городе Горьком, переименованном в 1991 году в Нижний Новгород. До ухода на заслуженный отдых работал в ГИСИ — начальником курса гражданской обороны. Активно участвовал в военно-патриотическом воспитании молодёжи, являлся членом районной и городской общественных организаций ветеранов войны, труда и Вооружённых Сил. Скончался 27 января 2006 года. Похоронен в Нижнем Новгороде на кладбище «Марьина роща».

## Награды и звания
Награждён орденом Ленина, орденами Александра Невского, Отечественной войны 1-й и 2-й степени, Красной Звезды, «За службу Родине в Вооружённых Силах СССР» 3-й степени, медалями. Удостоен звания «Почётный гражданин Нижегородской области».

## Сочинения
- Ни шагу назад! Горький, 1984.